# Melissandre Pain
Melissandre Pain (* 5. Juni 1995 in Dreux) ist eine ehemalige französische Bahnradsportlerin, die auf die Kurzzeitdisziplinen auf der Bahn spezialisiert war.

## Sportliche Laufbahn
2013 wurde Melissandre Pain Junioren-Weltmeisterin im Keirin, im 500-Meter-Zeitfahren errang sie Silber und im Sprint Bronze. Auch war sie im selben Jahr bei den Junioren-Europameisterschaften erfolgreich, wo sie in Sprint, Keirin und 500-Meter-Zeitfahren jeweils den Titel holte. 2014 sowie 2015 wurde sie Vize-Europameisterin im Keirin in der Kategorie U23 und zudem französische Elite-Meisterin in derselben Disziplin. 2016 gewann sie bei U23-Bahneuropameisterschaften Bronze im Sprint und im Zeitfahren, 2017 im Keirin.
Im August 2018 bestritt Melissandre Pain ihre letzten französischen Meisterschaften, bei denen sie im Keirin Platz zwei hinter Mathilde Gros belegte. Sie erklärte ihren Rücktritt vom Leistungsradsport aus gesundheitlichen Gründen: Nachdem sie länger wegen Pfeifferschem Drüsenfieber ausgefallen war, hatte sie sich danach das Handgelenk gebrochen. Seitdem fehle ihr die notwendige Kraft. Sportlich plane sie, fortan gemeinsam mit ihrem Vater an Marathonläufen teilzunehmen. Sie absolvierte eine Ausbildung an der Ecole Nationale de Kinésithérapie et de REéducation.

## Erfolge
2013
- Junioren-Weltmeisterin – Keirin
- Junioren-Weltmeisterschaft – 500-Meter-Zeitfahren
- Junioren-Weltmeisterschaft – Sprint
- Junioren-Europameisterin – Sprint, Keirin, 500-Meter-Zeitfahren

2014
- U23-Europameisterschaft – Keirin

2015
- U23-Europameisterschaft – Keirin
- Französische Meisterin – Keirin

2016
- U23-Europameisterschaft – Sprint, 500-Meter-Zeitfahren

2017
- U23-Europameisterschaft – Keirin